# Ernst Birkheimer
Ernst Birkheimer (* 14. Februar 1926 in Mainz; † 20. Oktober 1957 ebenda) war ein deutscher Künstler.

## Leben
Ernst Birkheimer wurde 1926 in Mainz geboren. Nach der Schule musste er als junger Soldat am Zweiten Weltkrieg teilnehmen und geriet in sowjetische Gefangenschaft. Ab 1947 studierte er an der Landeskunstschule Mainz. Dort freundete er sich mit Reinhold Petermann an. Einer seiner wichtigsten Lehrer war Peter Paul Etz. Nach einem Aufenthalt in München kehrte er nach Mainz zurück und schloss sein Studium ab. Nach Mainz zurückgekehrt, heiratete er Lore Birkheimer und bezog eine kleine Dachwohnung in der Martinstraße auf dem Kästrich in Mainz. Der Dachboden war gleichzeitig sein Atelier.
Zur Sicherung des Lebensunterhalts seiner Familie gestaltete er zahlreiche Werbeflächen in Mainz. Außerdem gestaltete er Kinoreklame. 1953 beteiligte er sich mit einem Aquarell an der Dritten Deutschen Kunstausstellung in Dresden.
Anfang der 1950er Jahre zählte er zu den Mitbegründern der Mainzer Zimmerspiele am Dom. Von 1953 bis zu seinem Tod gestaltete Birkheimer das Bühnenbild der Zimmerspiele im Haus am Dom. Insgesamt waren in 18 verschiedenen Aufführungen Bühnenbilder von ihm zu sehen. Darunter zählten Aufführungen von George Bernhard Shaws Der Schlachtenlenker sowie Eugène Ionescos Die kahle Sängerin.
Birkheimer war zusammen mit Hanns Dieter Hüsch und anderen einer der Gründer des Kabarettensembles arche nova. 1952 nahm er an der 3. Deutschen Kunstausstellung in Dresden im Albertinum teil. Bei der ersten Ausstellung der 1954 gegründeten Neuen Gruppe Rheinland-Pfalz trat Birkheimer als vielbeachteter Künstler mit zwei Wandbildentwürfen hervor. 1956 war er Teilnehmer an der Ausstellung der Pfälzischen Sezession zugunsten junger begabter Künstler im Stadtmuseum Ludwigshafen.
1956 war er maßgeblich an der Gestaltung der Innenarchitektur und der Innendekoration im Kino Casino Mainz beteiligt.
Ernst Birkmeier starb an der Grippe.

## Veröffentlichungen
Inge Reitz-Sbresny: Määnzer Geschwätz. Heitere Erzählungen. Zeichnungen von Ernst Birkheimer, Selbstverlag 1955.